# Dobręta
Dobręta również Daurentius lub Dauritas – wódz Sklawinów dackich w II połowie VI wieku
Dobręta był wodzem plemion sklawińskich żyjących nad dolnym Dunajem około 570 roku. Jego imię w źródłach greckich występujące jako Δαυρέντιος (Daurentios) lub Δαυρίτας (Dauritas). Niektórzy badacze (Wachowski, Balzer) rekonstruują je jako Dobręta. Zdaniem Tadeusza Lehra-Spławińskiego istnieje możliwość, że imię Δαυρέντιος powstało w wyniku błędu pisarskiego z imienia Λαυρέντιος (Laurentios). Dobręta sprawował władzę książęcą nad podległymi mu plemionami ograniczoną przez radę "naczelników". Sklawini w tym czasie podlegali Awarom. Wykorzystując przesiedlenie się Awarów w 567 roku, na tereny Kotliny Panońskiej, Dobręta odmówił dalszego płacenia Awarom daniny. Na jego rozkaz Sklawini zamordowali posłów kagana domagających się zapłaty podatku. Około 578 roku Awarowie w liczbie, jak podają kronikarze greccy, 100 000 przekroczyli Dunaj i wdarli się do Bizancjum aż po Grecję. Cesarz Tyberiusz II zawarł z nimi sojusz i skierował ich przeciw Sklawinom. Kagan Bajan mszcząc się za śmierć posłów najechał wówczas z potężną armią Dację.